# Бруклайн (Вермонт)
Бруклайн (англ. Brookline) — місто (англ. town) в США, в окрузі Віндем штату Вермонт. Населення — 540 осіб (2020).

## Демографія
Згідно з переписом 2010 року, у місті мешкало 530 осіб у 206 домогосподарствах у складі 147 родин. Було 294 помешкання
Расовий склад населення:
| - 98,1 % — білих - 0,8 % — азіатів - 0,4 % — корінних американців |

До двох чи більше рас належало 0,8 %. Частка іспаномовних становила 0,2 % від усіх жителів.
За віковим діапазоном населення розподілялося таким чином: 25,5 % — особи молодші 18 років, 60,0 % — особи у віці 18—64 років, 14,5 % — особи у віці 65 років та старші. Медіана віку мешканця становила 40,5 року. На 100 осіб жіночої статі у місті припадало 108,7 чоловіків;  на 100 жінок у віці від 18 років та старших — 93,6 чоловіків також старших 18 років.
Середній дохід на одне домашнє господарство  становив 84 939 доларів США (медіана — 67 292), а середній дохід на одну сім'ю — 116 924 долари (медіана — 85 000). Медіана доходів становила 50 313 долари для чоловіків та 36 875 доларів для жінок. За межею бідності перебувало 7,5 % осіб, у тому числі 7,9 % дітей у віці до 18 років та 7,9 % осіб у віці 65 років та старших.
Цивільне працевлаштоване населення становило 405 осіб. Основні галузі зайнятості: освіта, охорона здоров'я та соціальна допомога — 25,4 %, роздрібна торгівля — 14,8 %, будівництво — 10,1 %, виробництво — 9,1 %.